# Lijst van voetbalinterlands Jamaica - Vietnam
Deze lijst van voetbalinterlands is een overzicht van alle officiële voetbalwedstrijden tussen de nationale teams van Jamaica en Vietnam. De landen speelden tot op heden een keer tegen elkaar. Dat was een vriendschappelijk duel op 24 juni 2007 in Hanoi.

## Wedstrijden
| № | Plaats | Datum        | Competitie        | Wedstrijd         | Uitslag |
| - | ------ | ------------ | ----------------- | ----------------- | ------- |
| 1 | Hanoi  | 24 juni 2007 | Vriendschappelijk | Vietnam – Jamaica | 3 – 0   |

## Samenvatting
| Competitie        | Totaal gespeeld | Winst Jamaica | Gelijk | Winst Vietnam | Doelsaldo Jamaica – Vietnam |
| ----------------- | --------------- | ------------- | ------ | ------------- | --------------------------- |
| Vriendschappelijk | 1               | 0             | 0      | 1             | 0 − 3                       |
| Totaal            | 1               | 0             | 0      | 1             | 0 − 3                       |

JFF · A-internationals · Bondscoaches · Selecties · Statistieken · Jamaicaans vrouwenelftal · Olympisch elftal · Jamaica U21 · Jamaica U19 · Jamaica U17
1920 – 1959 · 
1960 – 1969 · 
1970 – 1979 · 
1980 – 1989 · 
1990 – 1999 · 
2000 – 2009 · 
2010 – 2019 · 
2020 – 2029
Gold Cup 1991 · 
Gold Cup 1993 · 
Gold Cup 1998 · 
Gold Cup 2000 · 
Gold Cup 2003 · 
Gold Cup 2005 · 
Gold Cup 2009 · 
Gold Cup 2011 · 
Gold Cup 2015
Copa América 2015
WK 1998
1925 · 
1926 · 
1927–1929 · 
1930 · 
1931 · 
1932 · 
1933–1934 · 
1935 · 
1936 · 
1937 · 
1938 · 
1939–1946 · 
1947 · 
1948 · 
1949 · 
1950 · 
1951 · 
1952 · 
1953 · 
1954–1956 · 
1957 · 
1958 · 
1959 · 
1960 · 
1961 · 
1962 · 
1963 · 
1964 · 
1965 · 
1966 · 
1967 · 
1968 · 
1969 · 
1970 · 
1971 · 
1972 · 
1973 · 
1974 · 
1975 · 
1976 · 
1977 · 
1978 · 
1979 · 
1980 · 
1981 · 
1982 · 
1983 · 
1984 · 
1985 · 
1986 · 
1987 · 
1988 · 
1989 · 
1990 · 
1991 · 
1992 · 
1993 · 
1994 · 
1995 · 
1996 · 
1997 · 
1998 · 
1999 · 
2000 · 
2001 · 
2002 · 
2003 · 
2004 · 
2005 · 
2006 · 
2007 · 
2008 · 
2009 · 
2010 · 
2011 · 
2012 · 
2013 · 
2014 · 
2015 · 
2016 ·
2017 ·
2018 ·
2019 ·
2020 ·
2021 ·
2022 ·
2023 ·
2024
Amerikaanse Maagdeneilanden ·
Antigua en Barbuda ·
Argentinië ·
Aruba ·
Australië ·
Bahama's ·
Barbados ·
Bermuda ·
Bolivia ·
Brazilië ·
Britse Maagdeneilanden ·
Bulgarije ·
Canada ·
Chili ·
China ·
Colombia ·
Costa Rica ·
Cuba ·
Curaçao ·
Dominica ·
Dominicaanse Republiek ·
Ecuador ·
Egypte ·
El Salvador ·
Engeland ·
Frankrijk ·
Ghana ·
Grenada ·
Guatemala ·
Guyana ·
Haïti ·
Honduras ·
Ierland ·
India ·
Indonesië ·
Iran ·
Japan ·
Jordanië ·
Kaaimaneilanden ·
Kameroen ·
Kroatië ·
Maleisië ·
Marokko ·
Mexico ·
Nederlandse Antillen ·
Nicaragua ·
Nieuw-Zeeland ·
Nigeria ·
Noord-Macedonië ·
Noorwegen ·
Panama ·
Paraguay ·
Peru ·
Puerto Rico ·
Qatar ·
Saint Kitts en Nevis ·
Saint Lucia ·
Saint Vincent en de Grenadines ·
Saoedi-Arabië ·
Servië ·
Suriname ·
Trinidad en Tobago ·
Uruguay ·
Venezuela ·
Verenigde Staten ·
Vietnam ·
Wales ·
Zambia ·
Zuid-Afrika ·
Zuid-Korea ·
Zweden ·
Zwitserland
VFF · 
A-internationals · 
Vietnamees vrouwenelftal
1991 – 1999 ·
2000 – 2009 ·
2010 – 2019 ·
2020 − 2029
Afghanistan ·
Albanië ·
Australië ·
Bahrein · 
Bangladesh · 
Bosnië en Herzegovina · 
Cambodja · 
China · 
Curaçao ·
Estland · 
Filipijnen · 
Guam · 
Guinee ·
Hongkong · 
India · 
Indonesië · 
Irak ·
Iran · 
Jamaica · 
Japan ·
Jemen · 
Jordanië ·
Kazachstan · 
Kirgizië ·
Koeweit · 
Laos · 
Libanon · 
Macau · 
Malediven · 
Maleisië · 
Mongolië · 
Mozambique ·
Myanmar · 
Nepal · 
Noord-Korea ·
Oezbekistan · 
Oman · 
Palestina ·
Qatar ·
Rusland ·
Saoedi-Arabië · 
Singapore · 
Sri Lanka · 
Syrië · 
Tadzjikistan · 
Taiwan · 
Thailand · 
Turkmenistan · 
Verenigde Arabische Emiraten · 
Zimbabwe · 
Zuid-Korea